# Vaughan—Woodbridge (circonscription provinciale)
Circonscription électorale provinciale du Canada
Vaughan—Woodbridge est une circonscription provinciale de l'Ontario représentée à l'Assemblée législative de l'Ontario depuis 2018. 

## Géographie
Située dans la région de Toronto, la circonscription consiste en une partie de la ville de Vaughan dans la municipalité régionale de York.
Les circonscriptions limitrophes sont Thornhill, Humber River—Black Creek, Brampton-Est, Etobicoke-Nord et King—Vaughan.  

## Historique
| Législature                                         | Années        | Député | Député          | Parti                     |
| --------------------------------------------------- | ------------- | ------ | --------------- | ------------------------- |
| Vaughan—Woodbridge Circonscription issue de Vaughan |               |        |                 |                           |
| 42e                                                 | 2018-2022     |        | Michael Tibollo | Progressiste-conservateur |
| 43e                                                 | 2022-2025     |        | Michael Tibollo | Progressiste-conservateur |
| 44e                                                 | 2025-en cours |        | Michael Tibollo | Progressiste-conservateur |

## Circonscription fédérale
Depuis les élections provinciales ontariennes du 4 octobre 2007, l'ensemble des circonscriptions provinciales et des circonscriptions fédérales sont identiques.